# 1684년
1684년은 토요일로 시작하는 윤년이다.

## 연호
- 청(淸) 강희(康熙) 23년
- 일본(日本) 덴나(天和) 4년 / 조쿄(貞享) 원년
- 후 레 왕조(後黎朝) 찐호아(正和) 5년

## 기년
- 류큐(琉球) 쇼테이왕(尚貞王) 16년
- 청(淸) 성조 강희제(聖祖 康熙帝) 23년
- 조선(朝鮮) 숙종(肅宗) 10년
- 후 레 왕조(後黎朝) 희종(熙宗) 9년

## 사건
- 4월 5일(음력 2월 21일) - 일본이 연호를 고쳐, 조쿄(貞享) 원년으로 하였다.
- 10월 7일 (음력 8월 28일) - 일본 에도 막부의 다이로 홋타 마사토시가 에도 성에서 암살되었다.
- 정씨왕국이 지배하던 타이완섬을 평정(1683년)함에 따라, 1684년에 청나라 조정은 정식으로 바다를 다시 열어, 백성들에게 대외무역을 허락하였다.[1] 월동(粵東)의 오문(澳門)(일설에는 광저우), 복건(福建)의 장주부(漳州府), 절강(浙江)의 영파부(寧波府), 강남(江南)의 운대산(雲台山)에 각각 월해관(粵海關), 민해관(閩海關), 절해관(浙海關), 강해관(江海關)을 설립하고 대외무역을 관리하고 관세를 징수하는 기관으로 삼았다.
- 청나라, 황하의 치수 공사가 완성되었다.
- 조선 경상도의 풍각현의 각북면·각현내면·각초동면·각이동면 이상 4개 면이 대구도호부에 편입되었다.
- 룩셈부르크가 프랑스에 합병되었다.

## 탄생
- 4월 15일 - 러시아의 최초 여황제 예카테리나 1세
- 12월 3일 - 덴마크, 노르웨이의 작가, 철학자, 소설가, 역사가, 극작가 루드비 홀베르
- 일본 에도 막부 8대 쇼군 도쿠가와 요시무네
- 조선의 수학자 홍정하

## 사망
- 조선의 문신 김석주